# Bassin germanique
Le Bassin germanique (en allemand : Germanisches Becken) est un vaste bassin sédimentaire d'Europe occidentale et centrale, actif durant le Permien et le Trias et qui s'étendait de l'Angleterre à l'ouest jusqu'à la frontière orientale de la Pologne à l'est.

## Description

### Evolution
A la fin du Permien et au Trias, les reliefs de la chaîne varisque sont quasiment totalement arasés dans l'est de la France. A cette époque le Bassin germanique est en continuité avec le Bassin de Paris (les deux bassins ne se sont individualisés qu'après l'émersion de l'Est de la France au Crétacé puis après la formation du système-Vosges-Fossé rhénan-Forêt Noire à l'Éocène-Oligocène). 
Pendant l'épisode du Zechstein (Permien Supérieur), des sédiments se déposent dans le Bassin permien européen, un large bassin couvrant le nord du Bassin germanique. La mer inonde ce bassin depuis l'océan Arctique par un accès qui se ferme au cours du Permien terminal.
La subsidence du Bassin germanique permet le dépôt d'une couverture sédimentaire triasique en discordance sur ce socle varisque au Trias durant lequel ces incursions marines se poursuivent ponctuellement via plusieurs passages au sud du bassin, notamment les Carpates orientales (Pologne orientale), la Silésie (Pologne occidentale) et la Bourgogne (France). 
Durant le Rhétien (Trias terminal), de nouveaux bras de mer se forment au nord-ouest du bassin, à travers les anciennes hautes terres d'Irlande et d'Écosse, provenant de l'océan Atlantique en cours d'ouverture.

### Faciès

#### Permien
Au Permien supérieur, le nord du bassin (Bassin permien européen) est marqué par le dépôt du Zechstein, faciès géologique caractérisé par des dépôts évaporitiques marins (halite, anhydrite, dolomie) formés dans une mer épicontinentale aride couvrant le nord de l'Europe, jouant un rôle clé comme roche-réservoir et couverture dans les systèmes pétroliers et gaziers de la mer du Nord.

#### Trias
Les faciès les plus connus du bassin germanique sont ceux du Trias germanique, supergroupe sédimentaire se déposant durant le Trias et divisé en trois grandes unités  :
- Le Buntsandstein (déposé principalement durant le Trias inférieur) est une séquence principalement continentale, constituée de dépôts fluviatiles, lacustres et parfois évaporitiques. Il est marqué par des cycles sédimentaires influencés par un climat aride et des variations d’apports fluviatiles. Son épaisseur varie selon les zones du bassin, atteignant plusieurs centaines de mètres dans les secteurs subsidents[3].
- Le Muschelkalk (correspondant globalement au Trias moyen) représente une phase de transgression marine majeure, avec un environnement initialement peu profond évoluant vers des conditions hypersalines. Il est lui-même subdivisé en trois sous-unités : (1) le Muschelkalk inférieur, riche en calcaires fossilifères et marnes, marque une première incursion marine, (2) le Muschelkalk moyen dominé par des dépôts évaporitiques (gypse, halite, dolomie), témoignant d’un environnement hypersalin et (3) le Muschelkalk supérieur, à nouveau marin, caractérisé par des calcaires et marnes contenant des faunes ammonitiques et conodontes endémiques[3].
- Le Keuper (correspondant globalement au Trias supérieur) traduit un retour à des conditions continentales et lagunaires, avec des alternances de dépôts argileux, sableux et évaporitiques. Il montre une forte hétérogénéité régionale, avec des épisodes de sédimentation marécageuse et des influences marines sporadiques[3].